# Ingalls Shipbuilding

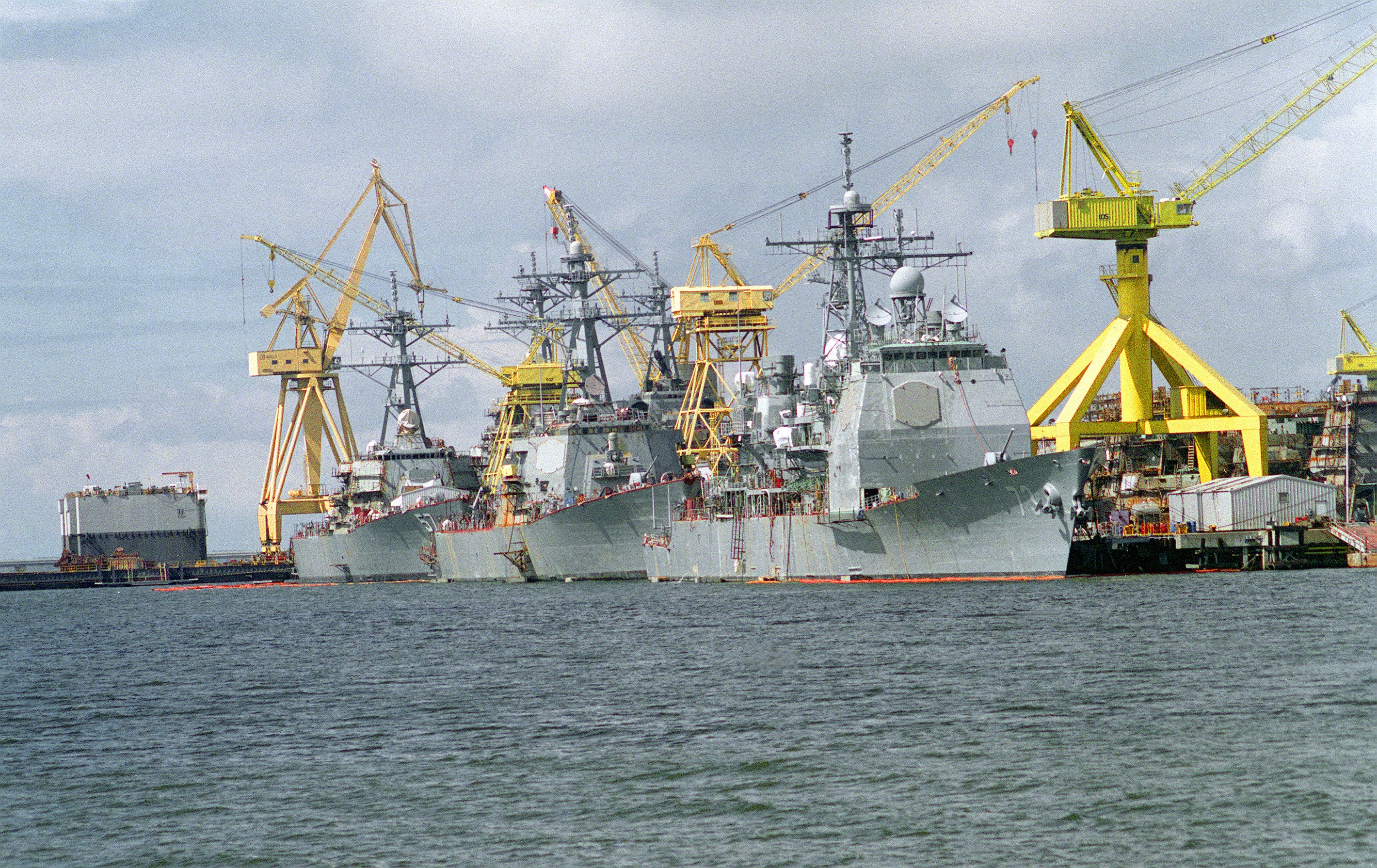
Будівництво крейсера КРО і двох есмінців типу «Арлі Берк» на корабельні Ingalls Shipbuilding в 1994 році

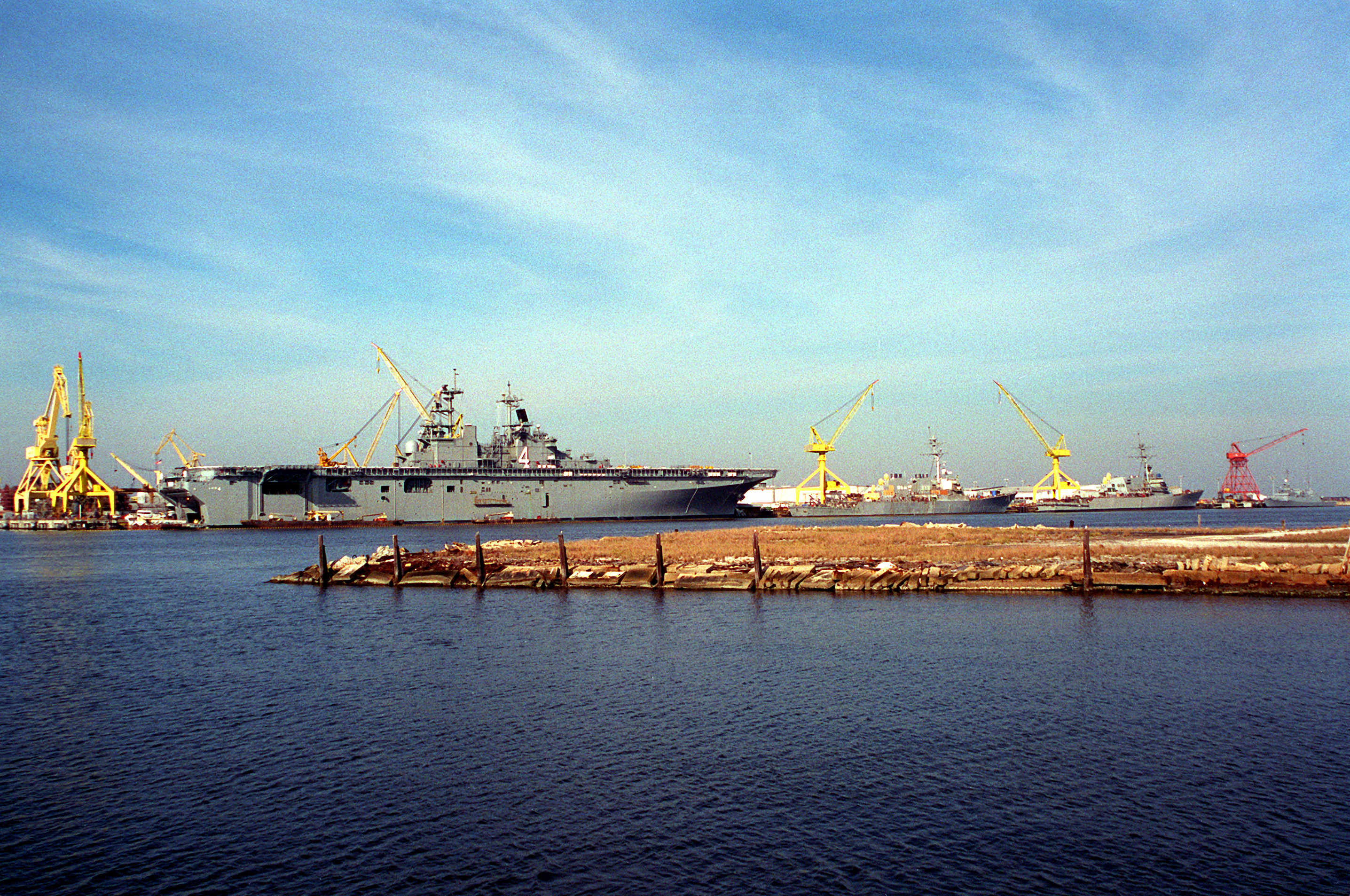
Вигляд на частину суднобудівної верфі компанії Ingalls Shipbuilding Company, де видно кілька кораблів, що знаходяться в стадії добудови. На фото зліва направо: для ВМС США USS Boxer (LHD-4), USS Ramage (DDG-61), USS Benfold (DDG-65) і для ВМС Ізраїлю корвет ОРО, Hanit (503).

Ingalls Shipbuilding — одна з найбільших суднобудівних компаній США. Розташована в місті Паскагула, штат Міссісіпі. Заснована в 1938 році, з 2001 року належить Northrop Grumman Ship Systems — частини корпорації Northrop Grumman, що займається військовим суднобудуванням.
Компанія — провідний виробник кораблів і суден для ВМС США, є найбільшою приватною компанією в штаті Міссісіпі. На верфі компанії в Паскагула працює 10 900 робітників і службовців.

## Історія компанії

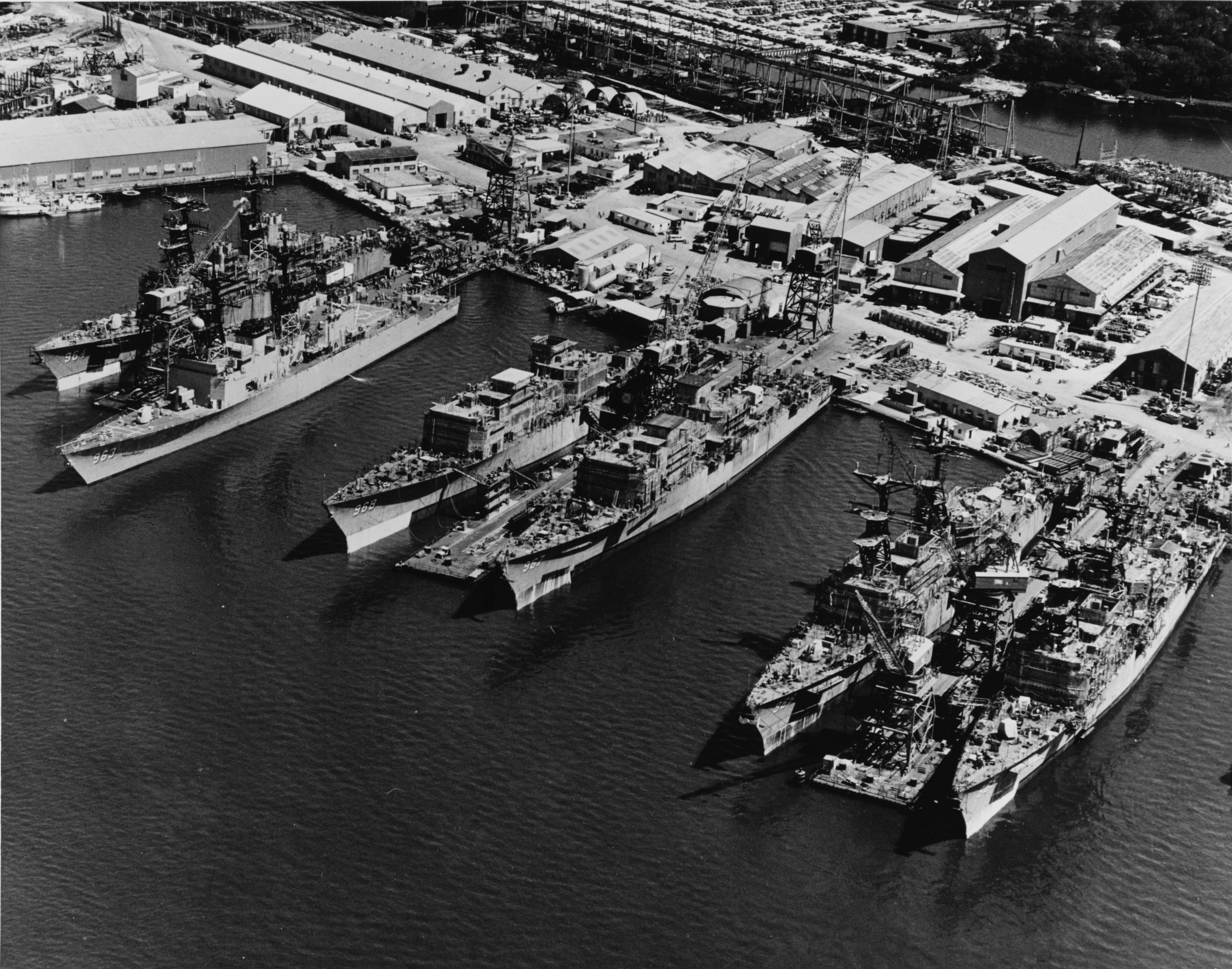
Травень 1975 — будівництво ескадрених міноносців типу «Спрюенс»

У 1957 році компанія виграла контракт на будівництво 12 Підводних човнів з ядерною енергетичною установкою.
Litton Industries Corporation придбала компанію Ingalls в 1961 році, в 1968 році розширила і перенесла її підрозділи на інший берег річки Міссісіпі. Найбільше число робочих, зайнятих компанією, в 1977 році досягло 25 000 чоловік.
29 серпня 2005 року компанія серйозно постраждала від урагану Катріна, але більшість недобудованих кораблів уникнуло пошкоджень. Через пошкодження інфраструктури на деякий час діяльність суднобудівної компанії була припинена.
З кінця 1980-х років суднобудівні верфі в Паскагулі зайняті на будівництві есмінців КРО типу «Арлі Берк».